# Germania Brötzingen
Der FC Germania Brötzingen war ein Sportverein aus dem Pforzheimer Stadtteil Brötzingen.

## Geschichte
Der Verein wurde im Dezember 1906 gegründet und trat 1908 dem Verband Süddeutscher Fußball-Vereine bei. Die sportlich erfolgreichste Zeit erlebte der Verein ab Ende der 1920er Jahre. In der Spielzeit 1928/29 gelang der Gewinn der Meisterschaft der Württembergischen Bezirksliga. Im Jahr 1933 waren die Fußballer des Vereins Gründungsmitglied der Gauliga Baden. Am Ende der Saison 1933/34 belegten die Pforzheimer Vorstädter lediglich den vorletzten Platz, welcher den Abstieg in die zweitklassige Fußball-Bezirksklasse Mittelbaden bedeutete. In der folgenden Saison konnte dann wieder der Aufstieg in die Gauliga gefeiert werden und der Fußball-Club konnte diese Spielklasse drei weitere Spielzeiten lang bis 1937/38 halten. Zum letzten Mal trat der Verein von 1968 bis 1971 überregional in Erscheinung, als er drei Saisons in der drittklassigen Amateurliga Nordbaden spielte.
Der bekannteste Spieler dieses Vereins dürfte Nationalspieler Theodor Burkhardt gewesen sein. Emil Walter, der in den 1920er-Jahren als Profi beim FC Barcelona spielte und mit den Katalanen 1929 die Spanische Meisterschaft gewann, hatte zwar in seinem Heimatland Deutschland kein seinen Erfolgen angebrachtes Renommee, dafür aber in Barcelona und Spanien umso mehr.
Germania Brötzingen spielte zuletzt in der Saison 2010/11 in der Kreisliga Pforzheim. Zur Saison 2011/12 fusionierte der FC Germania Brötzingen mit dem 1. FC Eutingen zum SV Kickers Pforzheim, wobei ersterer vereinsrechtlich weitergeführt wird.